# Edge of Forever
Edge of Forever je deseti studijski album sastava Lynyrd Skynyrd.

## Popis pjesama
1. "Workin'" - 4:53
2. "Full Moon Night" - 3:44
3. "Preacher Man" - 4:33
4. "Mean Streets" - 4:49
5. "Tomorrow's Goodbye" - 5:05
6. "Edge of Forever" - 4:23
7. "Gone Fishin'" - 4:22
8. "Through It All" - 5:28
9. "Money Back Guarantee" - 4:01
10. "G.W.T.G.G." - 4:03
11. "Rough Around the Edges" - 5:05
12. "FLA" - 3:53

## Osoblje
Lynyrd Skynyrd
- Johnny Van Zant - vokali
- Gary Rossington - solo, ritam, slide i akustična gitara
- Billy Powell - klavir, klavijature
- Leon Wilkeson - bas-gitara
- Rickey Medlocke – solo, ritam, slide i akustična gitara, te prateći vokali
- Hughie Thomasson – solo, ritam, slide i akustična gitara, te prateći vokali
- Kenny Arnoff - bubnjevi, udaraljke

Dodatni glazbenici
- Dale Krantz Rossington - prateći vokali
- Carol Chase - prateći vokali